# Famicom Jump II: Saikyō no Shichinin
Famicom Jump II: Saikyō no Shichinin (яп. ファミコンジャンプII 最強の7人 Фамикон Дзямпу Цу: Сайкё: но Ситинин, досл. «Famicom Jump II: Сильнейшая семёрка») — ролевая игра в жанре экшн, разработанная Chunsoft и изданная Bandai 2 декабря 1991 года для NES. Продолжение игры Famicom Jump: Hero Retsuden (1989). В игре представлены семь главных героев из различных манги журнала Weekly Shōnen Jump, выходивших в то время. Четыре героя взяты из первой части игры, остальные три были добавлены в сиквеле.

## Основные персонажи
Игрок может начать игру любым из семи основных персонажей игры. Выбор персонажа влияет на очерёдность уровней: первый уровень будет выполнен в тематике франшизы выбранного персонажа.
- Сон Гоку из Dragon Ball
- Канкити Рёцу из Kochikame
- Момотаро Цуруги из Sakigake!! Otokojuku[англ.]
- Дзётаро Кудзё из JoJo’s Bizarre Adventure
- Таа-тян из Jungle no Ouja Taa-chan
- Талулуто из Magical Taluluto
- Маэда Тайсон из Rokudenashi Blues

## Отзывы
Японский журнал Famitsu оценил игру в 27/40.